# Château de Grand-Vivy
Le château de Grand-Vivy est un château situé dans la commune de Courtepin dans le canton de Fribourg en Suisse. C'est un bien culturel d'importance nationale.

## Situation
Des trois châteaux situés à Barberêche (avec le château de Barberêche et le château de Petit-Vivy), le château de Grand-Vivy est celui situé le plus au nord-est, sur un affleurement étroit entre le Lac de Schiffenen et un petit ruisseau latéral.

## Histoire
L'actuel château de Grand-Vivy se trouve à l'emplacement d'un site médiéval, déjà pourvu d'un château, habité au plus tard au XIIe siècle et abandonné dès le XIIIe siècle. En effet, en 1293, le site est mentionné comme une simple motte.   
En 1540, le terrain passe dans les mains de la famille de Praroman. En 1607, Anne de Praroman reçoit l'emplacement du manoir. C'est elle qui fait construire le château de Grand-Vivy et la chapelle dédiée à Sainte Anne en 1616. Ce nouveau château est de style gothique tardif. En 1627, Anne de Praroman entre au couvent de Montorge et laisse la propriété à son frère Nicolas de Praroman.   
En 1671, la petite-fille de Nicolas de Praroman, Marie-Barbe (1655‑1731), apporte le château en dot à son époux Jacques de Fégely (1643‑1726), bailli de Montagny. Le château reste dès lors au sein de la famille de Fégely jusqu'en 1905.
En 1795, le peintre Joseph de Landerset réalise une gouache qui représente le château et ses propriétaires de l'époque. En 1857, le comte de Fégely commande un projet de rénovation du château à l'architecte genevois Jean-Daniel Blavignac. Ce projet, qui visait à donner à l'édifice un aspect moyenâgeux, s'avère toutefois trop onéreux. Finalement, le château est rénové vers 1865 dans le style néogothique et pourvu d'un jardin anglais.  
Le 5 février 1905, à la suite du décès de Marie de Fégely, son cousin Albert de Maillardoz hérite du château. Le petit-fils de ce dernier, Henri de Maillardoz, fait remettre en état le château. Au début du XXIe siècle, le château appartient toujours à la famille de Maillardoz.